# Junpei Gomikawa
Junpei Gomikawa (五味川 純平, Gomikawa Junpei), né le 15 mars 1916 et décédé le 8 mars 1995, est un écrivain japonais.
Junpei Gomikawa devient célèbre grâce à son roman Ningen no jōken (1958). Le récit épique en six volumes sert de base à la trilogie cinématographique La Condition de l'homme (1959-61) de Masaki Kobayashi. Gomikawa écrit également le roman original adapté au cinéma sous le titre Senso to ningen: Unmei no jokyoku (1970) de Satsuo Yamamoto. Il est lauréat du prix Kan-Kikuchi en 1978.

## Source de la traduction
- (de) Cet article est partiellement ou en totalité issu de l’article de Wikipédia en allemand intitulé « Gomikawa Jumpei » (voir la liste des auteurs).